# Arkesilaos I.
Arkesilaos I. (altgriechisch Ἀρκεσίλαος Arkesílaos) war etwa 599–583 v. Chr. als Nachfolger seines Vaters Battos I. König von Kyrene.
Außer der Tatsache, dass Arkesilaos, nach Herodot, sechzehn Jahre regiert haben soll, sind keine historischen Ereignisse überliefert. In der Herrschaft folgte ihm sein Sohn Battos II. der Glückliche.